# Dave Dee, Dozy, Beaky, Mick & Tich
Dave Dee, Dozy, Beaky, Mick and Tich, brittisk musikgrupp bildad 1961, då som Dave Dee and the Bostons. Förstnämnda namnet tog gruppen 1964 då de fått skivkontrakt på Fontana Records. I början av karriären spelade gruppen mycket i Hamburg och Köln i Tyskland. Gruppen hade stora singelframgångar i Europa, men slog aldrig igenom på andra sidan Atlanten. Sången "Hold Tight" kan man höra i filmen Death Proof.
Ett av gruppens kännetecken var att nästan alla deras hits hämtade musikalisk inspiration från olika kulturer. Några exempel är "Bend It!" (1966) med grekisk touch, "Zabadak!" (1967) som låter som djungelmusik (inspelad med äkta afrikanska trummor), och deras största hit "The Legend of Xanadu" (1968) som tog inspiration från Mexiko. Några andra framgångsrika låtar med gruppen som bör nämnas är "Hideaway", "Hold Tight", "Save Me" (alla 1966), "Okay!", "Touch Me, Touch Me" (1967), och "Last Night In Soho" (1968). Gruppen upplöstes 1969, och Dave Dee påbörjade en solokarriär. På 1990-talet återförenades gruppen, och idag håller medlemmarna gruppen igång, främst genom "oldies"-turnerande.

## Medlemmar
Originalmedlemmar
- Dave Dee (född David John Harman, 17 december 1941 i Salisbury, Wiltshire, död 9 januari 2009 i Kingston upon Thames, Surrey) – sång (1964–2009)
- Dozy (född Trevor Leonard Ward-Davies, 27 november 1944, Enford, Wiltshire, död 13 januari 2015) – basgitarr (1964–2015)
- Beaky (född John Dymond, 10 juli 1944, Salisbury, Wiltshire) – gitarr (1964–1989, 2013–)
- Mick (född Michael Wilson, 4 mars 1944, Salisbury, Wiltshire) – trummor (1964–1975)
- Tich (född Ian Frederick Stephen Amey, 15 maj 1944, Enford, Wiltshire) – gitarr (1964–2014)

Nuvarande medlemmar
- Tich II (född Jolyon Dixon) – sologitarr (2014–)
- Dozy II (född Nigel Dixon) – basgitarr (2015–)
- Beaky (John Dymond) – rytmgitarr (1964–1989, 2013–)
- Mick III (född John Hatchman) – trummor (1982–)

Övriga medlemmar
- Mick II (född Pete Lucas) – trummor (1975–1982)
- Beaky II (född Paul Bennett) – rytmgitar (1989–1993)
- Beaky III (född Anthony Stephen Carpenter, 27 december 1952) – rytmgitarr (1993–2013)

## Diskografi
Album
- Dave Dee, Dozy, Beaky, Mick and Tich (1966)
- If Music Be the Food of Love...Then Prepare for Indigestion (1966)
- If No-One Sang (1968)
- Together (1969)
- D D D B M T (1967)
- What's In A Name (1967)
- Legend Of...... (1968)
- Together (1969)
- Fresh Ear (2006)

EP
- Bend It (1966)
- Touch Me, Touch Me (1967)
- Okay! (1967)
- Hold Tight (1967)
- Loos of England (1967)

Singlar (topp 100 på UK Singles Chart)
- "You Make It Move" (1965) (#26)
- "Hold Tight!" (1966) (#4)
- "Hideaway" (1966) (#10)
- "Bend It!" (1966) (#2)
- "Save Me" (1966) (#3	)
- "Touch Me, Touch Me" (1967) (#13)
- "Okay!" (1967) (#4)
- "Zabadak!" (1967) (#3)
- "The Legend of Xanadu" (1968) (#1)
- "Last Night in Soho" (1968) (#8)
- "The Wreck of the 'Antoinette' " (1968) (#14)
- "Don Juan" (1969) (#23)
- "Snake in the Grass" (1969) (#23)
- "Mr. President" (1970) (#33)